# Java-oorlog
De Java-oorlog (1825–1830) was een conflict in Midden-Java tussen het Verenigd Koninkrijk der Nederlanden, plaatselijk vertegenwoordigd door de Gouverneur-generaal van Nederlands-Indië enerzijds en anderzijds de inheemse bevolking uit de vorstenlanden Yogyakarta en Surakarta die in opstand kwam onder leiding van hun prins Diponegoro. Aan Javaanse zijde stierven vermoedelijk 200.000 inwoners; een tiende van hen in de strijd, de rest door honger en ontbering. Aan Nederlandse zijde kostte de oorlog het leven aan 15.000 regeringssoldaten, onder wie 8.000 Europeanen.

## Oorzaken
Onder het gouverneurschap-generaal van Herman Willem Daendels (1808–1811) en Thomas Stamford Raffles (1811–1816) waren steeds meer gebieden onttrokken aan de vorsten van Yogyakarta en Surakarta. Hierdoor waren voor de hofgroten minder landerijen beschikbaar als apanage en besloten de vorsten ter compensatie van het inkomstenverlies grond te verhuren aan Europese en Chinese ondernemers ter bebouwing, terwijl daar mensen op woonden. De bevolking werd hierdoor zwaar belast, afgeperst door Chinese tolpachters en onderworpen aan dwangarbeid. Gouverneur-generaal Godert van der Capellen (1816–1826) verbood daarop 6 mei 1823 de landverhuur om de boeren te beschermen, maar schadeloosstelling voor de inheemse aristocraten bleef uit, die daarop in verzet kwamen tegen het koloniale bewind.
Ondertussen was er in Yogyakarta strijd gaande om de positie van sultan. Diponegoro meende recht te hebben op de sultanstroon, maar omdat hij een zoon van een concubine was, werd hij daar door zijn familieleden meerdere keren van weerhouden. Misnoegd over de situatie en uit haat tegen de Europese christelijke kolonisten waar zijn familie mee 'heulde', trok hij zich terug op zijn landgoed Tegalrejo om zich in de islam te verdiepen. Al spoedig genoot hij een grote faam als heilige en wonderdoener. Hij beweerde de verlosser van Java te zijn die de indringers zou verdrijven en verwierf daarmee een sterke aanhang, die zich wapende tot een leger. Uiteindelijk riep Diponegoro in 1825 een jihad (heilige oorlog) uit tegen de christelijke Nederlanders en de "ongelovige" of "afvallige" (murtad) Javanen die met hen samenwerkten. Verschillende Javaanse aristocraten die nog steeds compensatie van de Nederlanders eisten, sloten zich bij hem aan. De Paku Alam (Jogja) bleef afzijdig en de susuhunan van Surakarta steunde de Nederlandse regering.

## Verloop

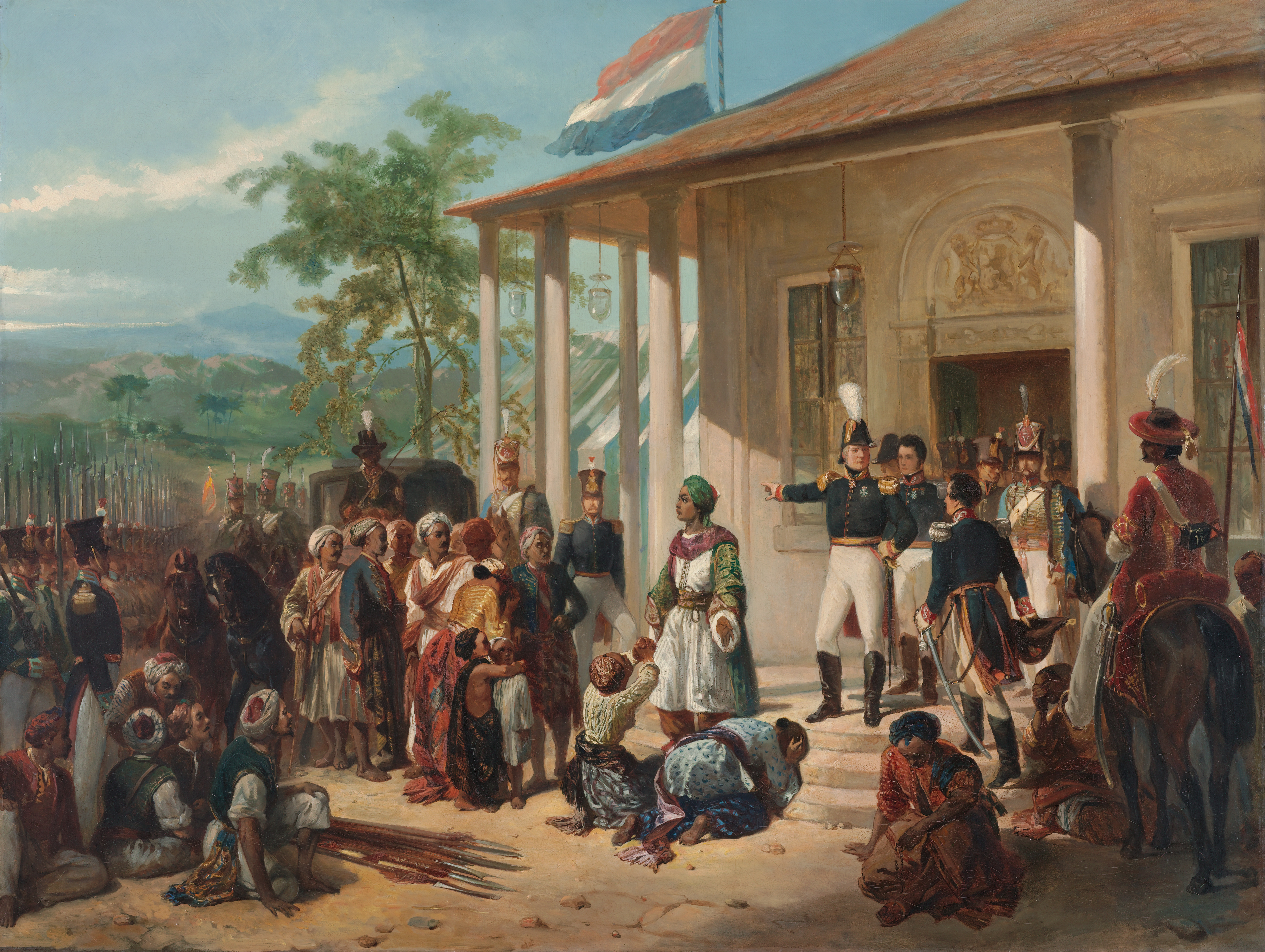
De gevangenneming van prins Diponegoro door generaal De Kock. Schilderij door Nicolaas Pieneman

Diponegoro wist aanvankelijk het grootste deel van Midden-Java te bezetten, maar het beleg van Yogyakarta werd gebroken door generaal Hendrik Merkus de Kock. Pas in 1827 waren de Nederlanders aan de winnende hand en werden de rebellen gedwongen om een bergguerrilla te voeren, terwijl de bevolking veel te lijden had van honger en epidemieën. De strijd kon pas worden beëindigd toen Diponegoro, die met een vrijgeleide bij de bevelhebber was verschenen onder de belofte te kunnen onderhandelen, op 28 maart 1830 in de boeien werd geslagen. Hij weigerde overgave en werd verbannen naar Sulawesi.